# HFC EDO in het seizoen 1956/57
Het seizoen 1956/1957 was het derde jaar in het bestaan van de Haarlemse betaaldvoetbalclub EDO. De club kwam uit in de Eerste divisie B en eindigde daarin op de 13e plaats. Tevens deed de club mee aan het toernooi om de KNVB beker, hierin werd in de eerste ronde verloren van Blauw-Wit (2–5).

## Wedstrijdstatistieken

### Eerste divisie B
|       | AGOVV | Blauw-Wit | D.F.C. | EBOH  | Excelsior | Fortuna | Helmond | Hermes DVS | RCH   | Rigtersbleek | SHS   | Sittardia | Stormvogels | Vitesse | Volendam |
| ----- | ----- | --------- | ------ | ----- | --------- | ------- | ------- | ---------- | ----- | ------------ | ----- | --------- | ----------- | ------- | -------- |
| Thuis | 3 – 1 | 3 – 2     | 1 – 4  | 4 – 2 | 3 – 3     | 2 – 0   | 0 – 2   | 0 – 3      | 2 – 1 | 3 – 3        | 2 – 4 | 0 – 0     | 0 – 1       | 1 – 0   | 0 – 1    |
| Uit   | 6 – 4 | 2 – 0     | 4 – 0  | 3 – 4 | 2 – 2     | 4 – 2   | 3 – 0   | 2 – 2      | 2 – 1 | 3 – 2        | 0 – 1 | 1 – 1     | 2 – 1       | 6 – 3   | 4 – 0    |

### KNVB beker
| 1e ronde                                             | Blauw-Wit                                                        | 5 – 2 (3 – 1) | EDO                            |
| 19 augustus 1956 Plaats: Amsterdam Olympisch Stadion | Piet Frederiks 20', –' Piet Koekebakker 33', –' Herman Koers 90' |               | Jaap Duivenvoorden Hans Spiers |

## Statistieken EDO 1956/1957

### Eindstand EDO in de Nederlandse Eerste divisie B 1956 / 1957
| Stand | Gespeeld | Gewonnen | Gelijk | Verloren | Punten | Doelpunten voor | Doelpunten tegen |
| ----- | -------- | -------- | ------ | -------- | ------ | --------------- | ---------------- |
| 13e   | 30       | 8        | 6      | 16       | 22     | 47              | 71               |

### Topscorers
| #                    | Naam                | Goal |
| -------------------- | ------------------- | ---- |
| 1.                   | Jaap Duivenvoorden  | 21   |
| 2.                   | Doby Peters         | 7    |
| 3.                   | Hans Spiers         | 5    |
| 4.                   | Leo Kops            | 2    |
| 4.                   | Henk van Roodselaar | 2    |
| 6.                   | Henk Leonhardt      | 1    |
| 6.                   | Albert Peters       | 1    |
| 6.                   | Leen Plaizier       | 1    |
| 6.                   | Marius Snijders     | 1    |
| Onbekende doelpunten |                     |      |
| –                    | Onbekend            | 6    |
| Totaal               | Totaal              | 47   |

| #      | Naam               | Goal |
| ------ | ------------------ | ---- |
| 1.     | Jaap Duivenvoorden | 1    |
| 1.     | Hans Spiers        | 1    |
| Totaal | Totaal             | 2    |